# 銀湖暗湧
是一部2018年美國新黑色黑色喜劇驚悚片，由大卫·罗伯特·米切尔執導兼編劇。該片於2018年5月入圍第71屆坎城影展官方競賽單元。

## 劇情簡介
故事發生於現代洛杉磯。山姆被富豪謀殺疑雲吸引著迷，令他相信世界充滿著陰謀論。直至有一天他看見了富豪的情婦莎拉——那個令他鍾情的女人失蹤後，他決定踏上拯救莎拉的冒險之旅。但似乎這一切的浮雲的背後，他隐藏了一個不想看到的真相⋯⋯

## 演員
- 安德魯·加菲爾德 飾 山姆
- 芮莉·克亞芙 飾 莎拉
- 托弗·格雷斯 飾 在酒吧的男人
- 柔夏·瑪美德 飾 托伊
- 吉米·辛普森 飾 艾倫

## 製作
主體拍攝於2016年10月31日起進行。

## 發行
2016年5月，A24取得美國的電影發行權。2018年該片被選在坎城影展世界首映，並於同年6月22日在美國小規模上映。據《中國時報》報導，臺灣檔期為7月20日，並將片名譯為《解碼遊戲》。A24於2018年6月4日宣布美國延期至同年12月7日上映。之後改為2019年4月19日在美國上映。

## 外部連結
- 豆瓣电影上《銀湖暗湧》的資料 （简体中文）
- 时光网上《銀湖暗湧》的資料（简体中文）
- 開眼電影網上《銀湖暗湧》的資料（繁體中文）
- 互联网电影数据库（IMDb）上《銀湖暗湧》的资料（英文）